# Ferrari 365 GT 2+2
La Ferrari 365 GT 2+2 è una autovettura coupé prodotta dalla casa automobilistica italiana Ferrari dal 1967 al 1971.

## Il contesto
Nel 1967 la Ferrari decise di rimpiazzare la precedente serie granturismo "330 GT 2+2" (1ª e 2ª serie) con un nuovo modello che mantenesse l'impostazione 2+2 (2 posti anteriori + 2 posteriori di fortuna), sempre a motore anteriore. Presentata per la prima volta al Salone dell'automobile di Parigi, la "365 GT 2+2" fu commercializzata a partire dal 1968 e fu costruita fino al 1970 in circa 800 esemplari, dei quali 52 con guida a destra.

## Tecnica
Per il disegno, la carrozzeria venne affidata a Pininfarina, che ottenne un coupé dalle linee snelle e filanti, ispirato al modello "500 Superfast". La calandra è caratterizzata dalla presa d'aria del radiatore di forma ellittica, compresa tra due paraurti cromati, nei quali sono incassate le luci di posizione e direzione. Nella sezione posteriore trovavano posto due gruppi ottici da tre luci ciascuno disposte orizzontalmente. 

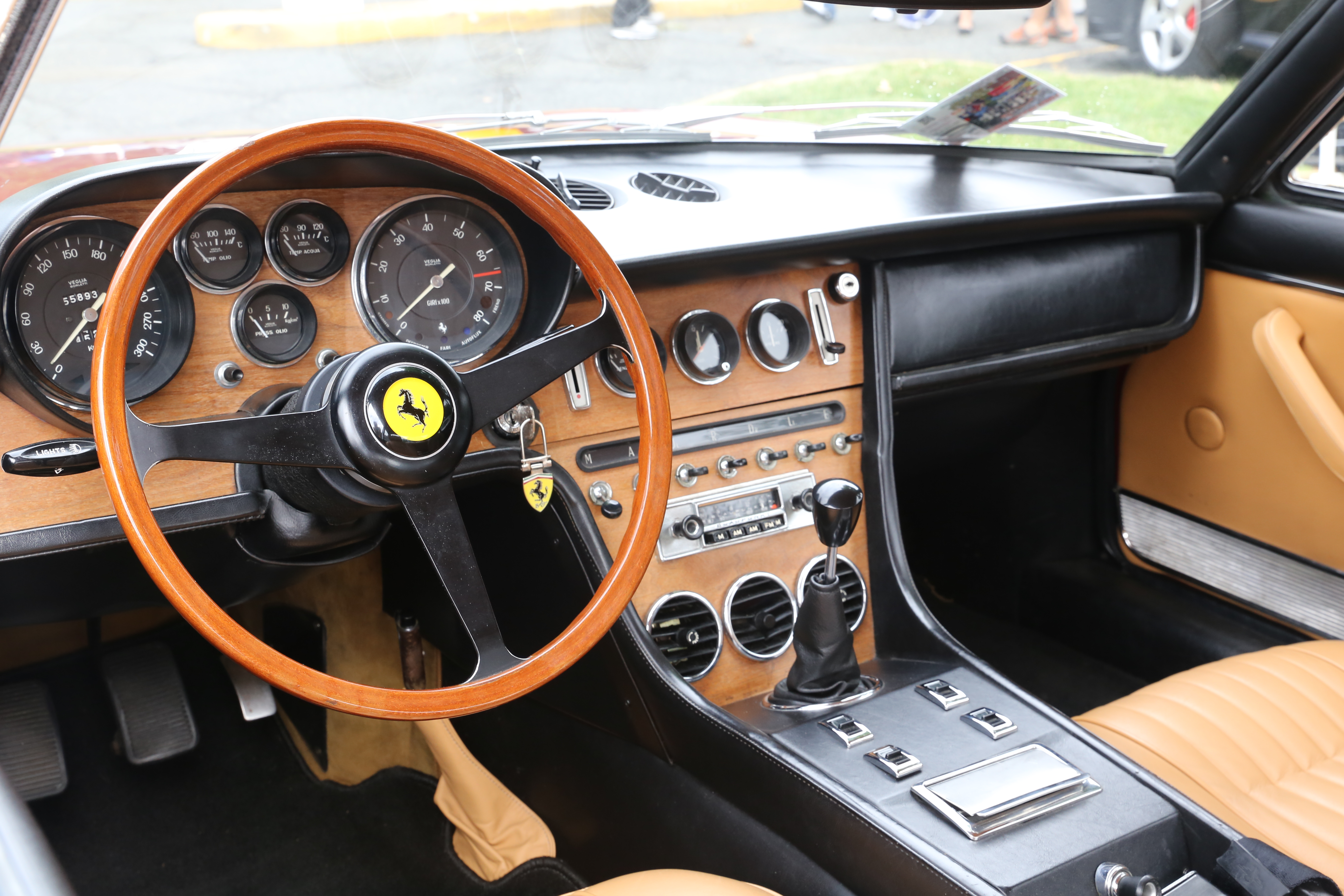
Interni d'una Ferrari 365 GT 2+2 del 1968

Il motore è il classico 12 cilindri a V, con cilindrata pari a 4.390 cm³, 320 CV di potenza e velocità massima 245 km/h.
Staccandosi dai precedenti modelli, ispirati a una spartana sportività, l'abitacolo della "365 GT 2+2" fu progettato all'insegna del comfort, per andare incontro ad una nuova generazione di possessori che desideravano un veicolo molto prestazionale, senza tuttavia rinunciare dalle comodità offerte da una berlina. Tra gli accessori offerti sul modello "365 GT 2+2", vi furono il servosterzo, i vetri elettrici e l'aria condizionata.
Ormai quasi scomparsa la categoria dei gentleman driver, le nuove esigenze dei clienti avevano determinato, negli anni precedenti, il successo commerciale dei modelli Iso Rivolta 300 e Grifo, con grave danno alle vendite della Ferrari.